# Crypteia
La Crypteia o Krypteia o Krupteia (in greco κρυπτεία / kryptèiā, da κρυπτός / kryptós, "nascosto", "segreto") era una tradizionale squadra di giovani Spartani, parte dell'ἀγωγή agōghḕ, l'educazione spartana. I suoi fini e natura sono tuttora incerti.
I giovani uomini spartani che avevano conseguito al loro allenamento nell'agoghé con un successo tale da venire designati come potenziali capi futuri, avrebbero avuto l'opportunità di dimostrare il proprio coraggio e mettersi ad una prova degna della tradizione militare spartana attraverso la partecipazione alla crypteia.
Ogni autunno, secondo quanto detto da Plutarco (Vita di Licurgo, 28, 3–7), gli efori spartani (greco classico Ἔφοροι) dichiaravano formalmente guerra alla popolazione ilota cosicché ogni cittadino spartano avrebbe potuto uccidere legalmente un Ilota. Disarmati, i kryptes erano mandati nella campagna con l'istruzione di uccidere ogni ilota che avessero incontrato di notte e di prendere qualsiasi cibo di cui avessero avuto bisogno. Questa usanza poteva avere il fine di eliminare gli Iloti considerati fonte di problemi e di preparare i giovani con una prova di virilità facendo loro provare l'esperienza del primo omicidio. L'oppressione brutale degli Iloti permise agli Spartani di controllare la popolazione contadina dedicandosi interamente alle pratiche militari.
Anche Platone (Leggi, I, 633) e Eraclide Lembo (Fr. Hist. Gr., II, 210) descrivono la Crypteia.
- Alcuni studiosi (Wallon) considerano la crypteia una forza di polizia segreta organizzata dalla classe dirigente di Sparta contro la popolazione ilota schiavizzata che la sosteneva economicamente. Ciò non quadra con il fatto che un ragazzo che fosse stato catturato sarebbe stato punito con frustate, particolare che suggerisce un possibile collegamento con la gimnopedia, una festività annuale di attività militari e giochi per gli adolescenti.
- Altri (Koechly, Wachsmuth) credono sia un allenamento militare, simile all'ephebia ateniese. Jeanmaire sottolinea come queste azioni alla macchia non avessero nulla in comune con l'attività disciplinata e ben ordinata dell'oplita spartano, ma che costituissero solo uno dei tanti passi di un allenamento lungo e approfondito.
- Jeanmire suggerisce anche che la crypteia fosse un rito di passaggio, possibilmente precedente alla organizzazione militare, classica e fosse stato preservato grazie al leggendario conservatorismo di Sparta.